# Crozza Italia
Crozza Italia è stato un programma televisivo italiano di genere comico-satirico, in onda su LA7 tra il 2006 e il 2009 con la conduzione di Maurizio Crozza.
Partecipavano al programma, oltre al conduttore, la moglie Carla Signoris, David Riondino, Giorgio Faletti, Elio e Rocco Tanica di Elio e le Storie Tese, Dario Fo, Max Gazzè, Morgan e altri ospiti in veste di guest star.
Il logo del programma, nella prima edizione, era molto simile a quello del film Il padrino, mentre il titolo richiamava ironicamente il simbolo del partito politico Forza Italia.
Logo e sigla sono stati realizzati dall'art director Alberto Traverso.

## Prima edizione
La prima edizione andò in onda sia in prima che in seconda serata, sempre in differita, ad aprile 2006.
| Puntata | Data           |
| ------- | -------------- |
| 1       | 25 aprile 2006 |
| 2       | 2 maggio 2006  |
| 3       | 9 maggio 2006  |
| 4       | 16 maggio 2006 |
| 5       | 23 maggio 2006 |

## Edizioni successive
Le prime puntate (di nove complessive) della seconda edizione (in prima serata e dal vivo, col titolo Crozza Italia Live), andata in onda ad ottobre 2006, erano inizialmente caratterizzate ciascuna dall'intervento di un esperto (Giulietto Chiesa, Marco Travaglio, Curzio Maltese e altri) che teneva un proprio editoriale. Nelle ultime puntate l'editoriale è scomparso.
Crozza ha ampliato le proprie imitazioni: il presidente iraniano Ahmadinejad a colloquio con Antonino Zichichi, i parlamentari Carlo Giovanardi, Arturo Parisi, Rocco Buttiglione intervistati da Travaglio, il cantante Francesco Guccini, Carlo Taormina, il protagonista de Il Padrino, don Vito Corleone e il Papa. Ha poi riprese alcune imitazioni, tra cui quella di José Altafini e Candido Cannavò, mentre costante è stato lo spazio dato alle interviste di Crozza-Gigi Marzullo.
Altro tema è stato la Cina, con uno speciale Crozza China in corso di puntata e uno degli sketch con protagonista Carla Signoris.
Presenti anche i momenti di intrattenimento canoro con cantanti di primo piano come Mietta e Giorgia, che si sono prestati anche a duetti e gag. Numerosi politici hanno preso parte alla trasmissione: Piero Fassino, Alfonso Pecoraro Scanio, Franco Grillini, Sandro Bondi, Oliviero Diliberto, Alessandra Mussolini etc.
Tra gli altri ospiti: Ambra Angiolini (diventata poi presenza fissa), Violante Placido, Margherita Buy, Ivan Scalfarotto, Antonio Cornacchione e Piergiorgio Odifreddi.
La terza edizione è andata in onda a ottobre 2007
Nella quarta edizione, in onda dall'aprile 2008, Crozza è affiancato da Carla Signoris e Ambra Angiolini, e tra le presenza fisse vi è sempre Ivan Scalfarotto. Inoltre era ospite fisso la sessuologa spagnola Lorena Berdún.
La quinta edizione è andata in onda a ottobre 2008, mentre la sesta (di sole due puntate) è andata in onda a dicembre 2009.

## Gli sketch
Ecco un elenco di alcuni sketch proposti da Crozza:
- I collegamenti con l'imprenditrice anti-cinese Vera Viscosa di Fucecchio (impersonata da Carla Signoris), il cui logo d'azienda imita quello del WWF (con le iniziali VVF) e un panda ogni volta ucciso violentemente in modo diverso (usualmente con un'accetta nel dorso)
- Collegamento esterno con gli "esclusi", capitanati da Scalfarotto
- L'imitazione di Walter Veltroni
- Papa Benedetto XVI maltratta i cardinali prima dell'Angelus domenicale
- "Kazzy days": parodia di Happy Days con protagonista la famiglia americana contemporanea Calligan, con Crozza nei panni di Howard, Carla Signoris in quelli di Marion, Ambra Angiolini in quelli di Joanie, Andrea De Rosa come Richie (che lavora a Guantanamo e gira con tanto di prigioniero arabo al guinzaglio) e Ugo Dighero che impersona Fonzie.
- "Drammaturgia contemporanea": Crozza e la Angiolini recitano frasi e discorsi di personaggi famosi; spesso ci sono stati brani tratti da libri di Marco Travaglio.